# Otalgia

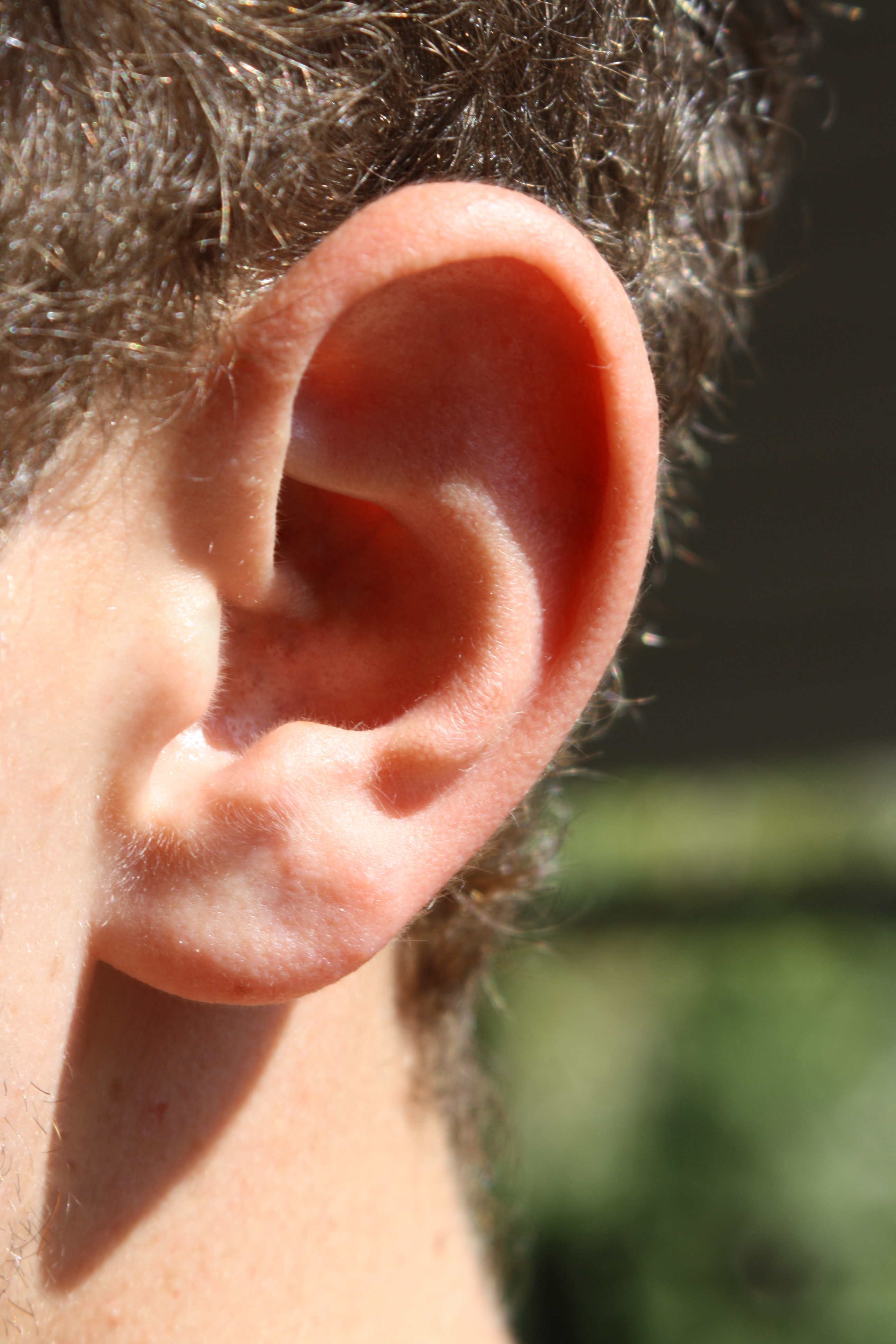
Ouvido.

A Otalgia é definida como uma dor no ouvido. Essa dor pode ser um complicador na vida do indivíduo, visto que pode prejudicar as atividades diárias e os comportamentos pessoais por ser desagradável e até perturbadora. Além disso, pode ter consequências na funcionalidade da audição e em situações extremas, levar a incapacidade completa.
A otalgia pode ser classificada como primária ou secundária, dependendo do local da dor. Caso originada em estruturas do ouvido é denominada primária; já se a dor for proveniente de algo externo ao ouvido, é chamada de secundária.
Em outras palavras, a otalgia primária é consequência de uma doença otológica, enquanto a secundária, também chamada de referida ou refletida, decorre de processos patológicos que se originam em outras estruturas além da orelha, mas que compartilham vias neuronais comuns.

## Etiologia
Diversas são as etiologias correlacionadas a otalgia. A origem da dor podem ser separadas de acordo com o tipo:
- Primárias: recorrentes de otites média ou externa (bacterianas ou virais), traumáticas ou neoplásicas.[4]

- Otalgias secundárias ou reflexas: são decorrentes de afecções dos nervos cranianos que inervam a orelha ou no trajeto destes nervos, trigêmio (V), facial (VII), glossofaríngeo (IX) e vago (X) e dos nervos cervicais de C2 e C3; doenças dentárias, afecções de parótida e distúrbios da articulação temporomandibular.[4]

No caso da otalgia secundária, a história médica completa e exame físico dos pacientes, na maioria das situações, são suficientes para determinar a sua origem. No entanto, há indivíduos que possuem fatores de risco que podem necessitar de estudos adicionais.

## Clínica
Clinicamente, os sintomas decorrentes da otalgia são ligados a sua etiologia:
Otalgia Primária:
- Otite externa: é uma condição inflamatória que acomete o pavilhão auditivo, conduto auditivo externo e face externa da membrana timpânica; as principais causas são infecções, reações cutâneas e traumas.[6] Os sintomas são coceira, plenitude aural ("ouvido cheio") e diminuição da audição.[7]
- Otite média: caracterizada por uma infecção da orelha média (tímpano, ossículos, janela oval), efeito do acúmulo de secreção. Têm entre outras causas, as infecções das vias aéreas superiores, as alergias, o mau funcionamento da tuba auditiva, a posição incorreta durante a amamentação e o hábito de levar objetos e mãos sujas à boca. As queixas estão relacionadas a dificuldade de escutar.[8]
- Cerume impactado: excesso de cera no canal auditivo.[9]
- Barotrauma: lesão causada por um aumento na pressão do ar.[9]

Otalgia Secundária:
- Doenças/Infecções dentárias: citada como uma das principais causas da otalgia secundária, as dores de dente, especialmente nos molares mandibulares, irradia para o ouvido. Além disso, a má oclusão, erupção de dentes e o bruxismo são outras fontes de otalgia.[10]
- Distúrbios da articulação temporomandibular (DTM): é uma causa frequente de dor de ouvido que comumente é negligenciada, os pacientes apresentam dores ao abrir a boca, gerando crepitações durante o movimento.[11]
- Afecções do nervo craniano: na otalgia referida, há uma convergência de vias sensoriais comuns entre a inervação sensorial que supre tanto o ouvido quanto os nervos cranianos que inervam a cabeça e o pescoço, como o Sistema Nervoso Central é incapaz de identificar corretamente a localização da patologia, a dor é refletida no ouvido.[12]

## Diagnóstico e Avaliação Clínica
Não existe um protocolo de ação bem definido para a avaliação da otalgia, porém, a maioria dos autores concordam que o diagnóstico deve iniciar pela história clínica, o exame físico e a otoscopia.
No exame físico, os pontos chaves incluem a inspeção da orelha, das regiões pré e pós auriculares e da região cervical. A palpação, dor à mobilização da orelha ou compressão do tragus apontam para otite externa. Para um resultado mais assertivo, a otoscopia é fundamental no sentido de descrever os achados na membrana timpânica e no conduto auditivo.
A anamnese é um dos facilitadores dessa avaliação inicial, ela dá pistas que facilitam a identificação do local associado a otalgia. Se o relato das queixas não for associado a questões otológicas, é possível estar ligado às dores de origem oral, facial e cervical, além de disfagia e tosse. Por outro lado, se houver a associação da otalgia a queixas do sistema auditivo indica uma causa otológica.
Ademais, é importante que o paciente caracterize sua dor de acordo com alguns critérios:
- Tempo de evolução;
- Fatores desencadeadores;
- Fatores de melhora e piora da dor;
- Lateralidade (uni ou bilateral);
- Intensidade;
- Localização: se apenas na orelha ou associada à dor em outro local.[14]

Somada a história clínica do paciente, na prática clínica otorrinolaringológica, o exame físico completo da orelha e estruturas adjacentes deve ser realizado para chegar ao diagnóstico definitivo.
Existem casos que o diagnóstico é auxiliado por exames complementares. A depender da suspeita clínica, a realização de tomografia computadorizada de crânio, seios da face, mastoide ou pescoço, bem como ressonância magnética de encéfalo pode ser necessária. Geralmente, estes exames são pedidos quando há fatores de risco associados: tabagismo, abuso de álcool, diabete mellitus e idade superior a 50 anos.
Outros exames complementares também ajudam no diagnóstico, como a audiometria e os testes de função vestibular. Nas situações em que não se encontra a causa da otalgia, pode ser necessária uma avaliação bucomaxilar por dentista especializado.

## Características da Otalgia
Considerando a dor do paciente, deve-se determinar aspectos como o início do incômodo, ou seja, se é recente (aguda ou subaguda) ou de longa data (crônica); a lateralidade, uni ou bilateral; se é contínua ou intermitente. Além de identificar se há fatores de melhora ou piora, se o início foi súbito ou progressivo, se há um padrão de percepção e se houve algum pródromo.
A investigação de sintomas associados também é imprescindível. Esses podem ser otorreia, prurido auricular, hipoacusia, plenitude auricular, vertigem e paralisia facial que indicam para causas otológicas; ou relacionados a queixas odontológicas, disfonia, disfagia, odinofagia ou cervicalgia sugerem otalgia secundária. Em casos de febre, é possível apontar para doenças inflamatórias, em particular infecções.
Há ainda queixas que indicam um comprometimento sistêmico, dentre essas, podem ser citadas:
- Artalgia
- Mialgia;
- Astenia;
- Hiporexia;
- Perda ponderal;
- Cefaleia;
- Febre.

Além disso, é importante considerar que, em casos que a otalgia aparece como um sintoma único, ela pode estar associada a condições mais severas, como arterite temporal ou neoplasias malignas.
Deve-se também, dar especial atenção a pacientes com cefaleia, vômitos, alteração do nível de consciência ou sinais de toxicidade. Esses sinais podem indicar problemas mais graves.

## Tratamento
O tratamento da otalgia deve estar associado a sua causa, sendo assim, o diagnóstico é de extrema importância. De modo geral, é possível que o médico, em primeiro momento, aconselhe o paciente quanto aos cuidados básicos: evitar molhar o canal auditivo externo, recomendar mediações tópicas e se necessário, instruir sobre o uso de analgésicos para alívio do desconforto.
As infecções de ouvido, causa principal, deve ser tratada com analgesia e recomendações comportamentais para que o paciente faça o tratamento correto. Em caso de otite crônica ou recorrente, pode-se considerar um estudo microbiológico para identificação o causador e repensar o diagnóstico. Já, frente a quadros clínicos com baixo risco e sem sinais de alerta, é possível usar um método terapêutico empírico pela administração de anti-inflamatórios.
Quando o tratamento é feito com medicações, o indivíduo deve apresentar um quadro de melhora em pelo menos 72 horas, porém, é preciso alertar que a recuperação completa pode levar até duas semanas. Nas situações em que não houver uma evolução nesse período, o paciente deve voltar ao médico para realização de outros métodos de tratamento.
Sendo assim, o profissional da saúde, deve reavaliar o paciente em busca de persistência ou agravamento dos sintomas. Se for o caso, o médico, em seguida, pode realizar a microaspiração do ouvido para permitir que o medicamento tópico alcance com mais facilidade o local a ser tratado. Também, em circunstâncias mais graves, a pessoa acometida pode ser encaminhada a emergência para administração de antibiótico por via intravenosa.
De modo geral e considerando o quadro clínico do paciente, é possível instruí-lo quanto:
1. Para o controle da dor devem-se utilizar analgésicos por via oral (acetaminofeno, dipirona) como no caso de otites externas.[9]
2. Dores associadas com mudanças bruscas de altitude podem ser aliviadas com manobras fisiológicas para a abertura da tuba auditiva, como a deglutição da saliva, mascando chicletes e/ou outros alimentos.[18]
3. Pacientes com suspeita de distúrbio da articulação temporomandibular devem procurar um profissional especializado para que faça as recomendações (como evitar uso de chicletes ou alimentos de consistência endurecida nos momentos de dor) e a reabilitação.[9]
4. No caso de medicações tópicas, é preciso ter cuidado quanto ao caso do paciente, fármacos ototóxicos não devem ser usados em aplicação gotas auriculares caso exista perfuração da membrana do tímpano, ou se tiverem sido inseridos tubos de timpanostomia.[19]
5. Anti-histamínicos e descongestionantes podem ser utilizados nos casos de obstrução da tuba auditiva associada a quadros alérgicos ou infecciosos, como nas otites médias agudas.[9]
6. Instituir o tratamento da causa de base da otalgia.[17]

## Causas de otalgia e quadro clínico
Como citado anteriormente, a otalgia apresenta diversos causadores. Essas causas suas consequentes implicações clínicas podem ser sintetizadas por meio do quadro abaixo.
| Causa                                               | Quadro clínico                                                 |
| --------------------------------------------------- | -------------------------------------------------------------- |
| Otite média                                         | Infecção de vias aéreas superiores prévia, eritema do tímpano  |
| Mastoidite aguda                                    | Febre, dor pós-auricular, otorréia                             |
| Otite externa                                       | Otalgia localizada no canal auditivo, edema e eritema do canal |
| Cerume, corpo estranho impactado                    | Dor vaga acompanhada por perda da audição                      |
| Perfuração da membrana do tímpano                   | Otalgia aguda com posterior hemorragia e redução da audição    |
| Neoplasia de nasofaringe, faringe ou base da língua | Associada com álcool ou tabaco, unilateral, crônica            |
| Neuralgia                                           | Dor severa e lancinante                                        |
| Disfunção da articulação temporomandibular          | Dor associada ao movimento da mandíbula e trismus              |